# Râul Vulpoiul
Râul Vulpoiul este un curs de apă, afluent al râului Bahlui. 